# Estación de Bellevue
La estación de Bellevue es una estación ferroviaria francesa situada en la comuna de Meudon, en el departamento de Altos del Sena, al oeste de París. Por ella transitan los trenes de cercanías de la línea N del Transilien.

## Historia
La estación data de 10 de septiembre de 1840. Fue abierta por la Compañía de Ferrocarriles de París a Versailles RG en el marco de la línea París - Brest, una de las radiales de mayor importancia de la red. En 1850, fue absorbida por la Compañía de ferrocarriles del Oeste que quebró en 1908 siendo rescatada por una empresa estatal. En 1938, esta última se integraría en la actual SNCF.

## Descripción
La actual estación que data de 1930, aunque ha sido reformada posteriormente, se sitúa por encima de las vías sobre un puente que las sobrevuela. El acceso al andén central se realiza bajando unas escaleras. Hay otros dos andenes laterales aunque no suelen recibir viajeros y sirven principalmente en caso de problema u obra. En total, cuatro vías transcurren por la estación dando lugar a la siguiente organización: a-v-v-a-v-v-a. 